# ابرزباخ آن در فیلز
شهر ابرزباخ آن در فیلز در ایالت بادن-وورتمبرگ در کشور آلمان واقع شده است.